# 张敬忠
张敬忠（?—?），唐朝京兆府（今陕西省西安市）人。
唐中宗时任监察御史，入朔方军总管张仁愿幕府，分判军事。张敬忠以文吏著称，被张仁愿举荐。唐睿宗时，为吏部司勋郎中，转任兵部侍郎。唐玄宗开元七年（719年），拜平卢节度使，开元十一年（723年），改任河西节度使，九月，招抚吐谷浑等部来降。开元十二年（724年），改任剑南节度使，敕修青城山常道观。开元十四年（726年）担任河南尹。官至太常卿。能作诗，以边词知名。其第四子张颜、第六子张愿。

## 延伸阅读
[在维基数据编辑]
 在维基文库阅读此作者作品
 《新唐書·卷111》，出自《新唐書》